# عبد الرحيم مراد
عبد الرحيم مراد من مواليد غزة في قضاء البقاع الغربي في لبنان كان وزيرًا للدفاع، كما شغل منصب وزير التربية والتعليم العالي، وزير التعليم المهني والتقني ووزير دولة. يعتبر مؤسس الجامعة اللبنانية الدولية ورئيسها.